# 自然變換
在數學的範疇論中，自然變換是將一個函子變為另一個函子，使相關範疇的內在結構（就是態射間的複合）得以保持。因此可以將自然變換視為「函子間的態射」。這一看法其實也能形式化，定義出函子範疇。自然變換與範疇及函子一樣，都是範疇論很基本的概念。

## 定義
設C和D是範疇，F和G是C和D之間的函子。一個從F到G 的自然變換η，對C中每個對象，給出一個在D的對象間的態射ηX : F(X) → G(X)，稱為η在X處的分量（component），使得對C中每個態射f : X → Y都有：
{\displaystyle \eta _{Y}\circ F(f)=G(f)\circ \eta _{X}}
上式可表達為交換圖表：
如果F和G都是反變函子，將圖表中的水平箭號方向反轉。若η是從F到G 的自然變換，可記為η : F → G或η : F ⇒ G。這也可表達為態射族ηX : F(X) → G(X)在X中是自然的。
若對C中每個對象X，態射ηX是在D中的同構，則稱η為自然同構。對兩個函子F和G，若存在從F到G 自然同構，則稱F和G為自然同構的，或簡稱為同構的。

## 自然變換的運算
若η : F → G和ε : G → H是函子F,G,H : C → D間的自然變換，則可以將之複合得到自然變換ε ⋅ η : F → H，其分量為(ε ⋅ η)X = εXηX。這種「垂直複合」有結合律，並有單位元。這個複合運算可以使全部函子C → D形成一個範疇。（見下節函子範疇。）
自然變換也有「水平複合」。若η : F → G是函子F,G : C → D間的自然變換，ε : J → K是函子J,K : D → E間的自然變換，則可用函子間的複合得出自然變換間的複合{\displaystyle \eta \circ \epsilon :JF\to KG}。這個運算也有結合律，並有單位元，單位元和「垂直複合」的單位元相同。以上兩種複合之間有一條恆等式，這條恆等式將垂直和水平複合兩者交換。
若η : F → G是函子F,G : C → D間的自然變換，而H : D → E是另一個函子，那麼自然變換Hη : HF → HG定義為
{\displaystyle (H\eta )_{X}=H\eta _{X}.}
若K : B → C是一個函子，自然變換ηK : FK → GK定義為
{\displaystyle (\eta K)_{X}=\eta _{K(X)}.\,}

## 函子範疇
設C是一個範疇，I是一個小範疇，那麼可以形成函子範疇 CI，其對象為所有從I到C的函子，而其態射為這些函子間的自然變換。如此形成的是一個範疇，因為對任何函子F都有一個單位自然變換1F : F → F（對每個對象X都給出F(X)上的單位態射。），而兩個自然變換的複合（上述的「縱向複合」）也是一個自然變換。
函子範疇CI中的同構恰好是自然同構，也就是說一個自然變換η : F → G是自然同構，當且僅當存在一個自然變換ε : G → F，使得ηε = 1G及εη = 1F。